# Saltos ornamentais no Campeonato Europeu de Esportes Aquáticos de 2014 - Plataforma 10 m sincronizado feminino
A prova da plataforma 10 m sincronizado feminino dos saltos ornamentais no Campeonato Europeu de Esportes Aquáticos de 2014 foi realizada no dia 19 de agosto em Berlim, na Alemanha. 

## Calendário
| Fase       | Data         | Hora  |
| ---------- | ------------ | ----- |
| Preliminar | 19 de agosto | 12:00 |
| Final      | 19 de agosto | 16:00 |

Todos os horários estão no horário local (UTC+1)

## Medalhistas
| Ouro                                             | Prata                            | Bronze                                    |
| Rússia · Ekaterina Petukhova · Yulia Timoshinina | Alemanha · Maria Kurjo · My Phan | Hungria · Villő Kormos · Zsófia Reisinger |

## Resultados
Esses foram os resultados da competição.
| Pos.              | Saltadora                             | Nacionalidade | Preliminar | Preliminar | Final  | Final |
| Pos.              | Saltadora                             | Nacionalidade | Pontos     | Pos.       | Pontos | Pos.  |
| ----------------- | ------------------------------------- | ------------- | ---------- | ---------- | ------ | ----- |
| Medalha de ouro   | Ekaterina Petukhova Yulia Timoshinina | Rússia        | 303.39     | 2          | 314.70 | 1     |
| Medalha de prata  | Maria Kurjo My Phan                   | Alemanha      | 305.67     | 1          | 290.01 | 2     |
| Medalha de bronze | Villő Kormos Zsófia Reisinger         | Hungria       | 280.68     | 3          | 279.48 | 3     |